# Rob Mayes
Pour les articles homonymes, voir Mayes.
 (avril 2016).
Si vous disposez d'ouvrages ou d'articles de référence ou si vous connaissez des sites web de qualité traitant du thème abordé ici, merci de compléter l'article en donnant les références utiles à sa vérifiabilité et en les liant à la section « Notes et références ».
Rob Mayes est un acteur, musicien et mannequin américain.
Il est connu pour son rôle en 2012 dans John Dies at the End ainsi que dans la série télévisée Jane by Design.

## Biographie

### Carrière
Deux semaines après avoir déménagé à New York en 2007, Rob Mayes a été engagé pour un rôle dans un épisode dans New York, unité spéciale. En 2008, il a joué le rôle principal dans le téléfilm musical de MTV American Voice.
Mayes a eu des rôles dans Cold Case, Valentine, Bones et Médium et a joué le rôle principal dans le remake de 2010 Ice Castles.
En 2012, il a auditionné pour le rôle de Jean dans John Dies at the End.
En 2013, il obtient le rôle récurrent de Tommy Nutter dans Jane by Design et d'invité dans NCIS, The Glades et 90210.
Après un rôle récurrent dans The Client List, il  obtient le rôle de Matthew Blackwood en 2013 dans le film dramatique Burning Blue, qui était basé sur le jeu de 1992 du même nom.
En 2014, il joue Troy Quinn dans Legends.

## Filmographie
Sauf indication contraire, les informations mentionnées dans cette section peuvent être confirmées par la base de données cinématographiques IMDb,  présente dans la section « Liens externes ».

### Cinéma
| Année | Titre                | Rôle              |
| ----- | -------------------- | ----------------- |
| 2009  | De mères en filles   | Beau              |
| 2010  | Ice Castles          | Nick              |
| 2012  | Melvin Smarty        | Kilcline          |
| 2012  | John Dies at the End | John              |
| 2013  | Burning Blue         | Matthew Blackwood |
| 2013  | Enough Said          | le serveur        |
| 2018  | Deep Blue Sea 2      | Trent Slater      |
| 2022  | Desperate Riders     | adjoint Harms     |

### Télévision
| Année       | Titre                                            | Rôle                      | Notes                                         |
| ----------- | ------------------------------------------------ | ------------------------- | --------------------------------------------- |
| 2007        | New York, unité spéciale                         | Matt Schroeffel           | épisode Responsible                           |
| 2008        | American Voice                                   | Joey                      | Téléfilm                                      |
| 2008        | Cold Case                                        | Jim Horn '64              | épisode Wednesday's Women                     |
| 2009        | Valentine                                        | Matt Desanto              | épisode She's Gone                            |
| 2009        | Acceptance                                       | Justin Smelling           | Téléfilm                                      |
| 2009        | Bones                                            | Trey Johnson              | épisode The Beautiful Day in the Neighborhood |
| 2009        | Sorority Wars                                    | Beau                      | Téléfilm                                      |
| 2010        | Médium                                           | jeune pompier             | épisode Smoke Damage                          |
| 2011        | Hound Dogs                                       | Cash                      | Téléfilm                                      |
| 2012        | NCIS                                             | Kyle Baxter               | épisode Psych Out                             |
| 2012        | Jane by Design                                   | Tommy Nutter              | 4 épisodes                                    |
| 2012        | The Glades                                       | Lucas Gardner             | épisode Islandia                              |
| 2012        | 90210 Beverly Hills : Nouvelle Génération        | Colin Bell                | 3 épisodes                                    |
| 2012        | A Golden Christmas 3                             | Bobby Alden               | Téléfilm                                      |
| 2013        | Mères entremetteuses                             | Ben                       | Téléfilm                                      |
| 2013        | The Client List                                  | Derek Malloy              | 12 épisodes                                   |
| 2014        | Beauty and the Beast                             | Patrick Franco            | épisode Ancestors                             |
| 2014        | Legends                                          | Troy Quinn                | 2 épisodes                                    |
| 2015 - 2016 | Mistresses                                       | Marc Nickleby             | rôle récurrent                                |
| 2016 -      | Frequency                                        | policier                  | épisodes 3 & suivants                         |
| 2018        | Un noël en Alaska (My Christmas Inn)             | Brian Anderson            | Téléfilm                                      |
| 2019        | Sur un air de Noël (The Road Home for Christmas) | Wes, pianiste et chanteur | Téléfilm                                      |
| 2019        | Tout n'est qu'illusion (The House on the Hill)   | Duke                      | Téléfilm                                      |